# بوچ وارن
بوچ وارن (انگلیسی: Butch Warren; ۹ اوت ۱۹۳۹ – ۵ اکتبر ۲۰۱۳) موسیقی‌دان و نوازنده کنترباس اهل ایالات متحده آمریکا بود. وی بین سال‌های ۱۹۵۳ تا ۲۰۱۳ میلادی فعالیت می‌کرد.